# کشاورزی فشرده

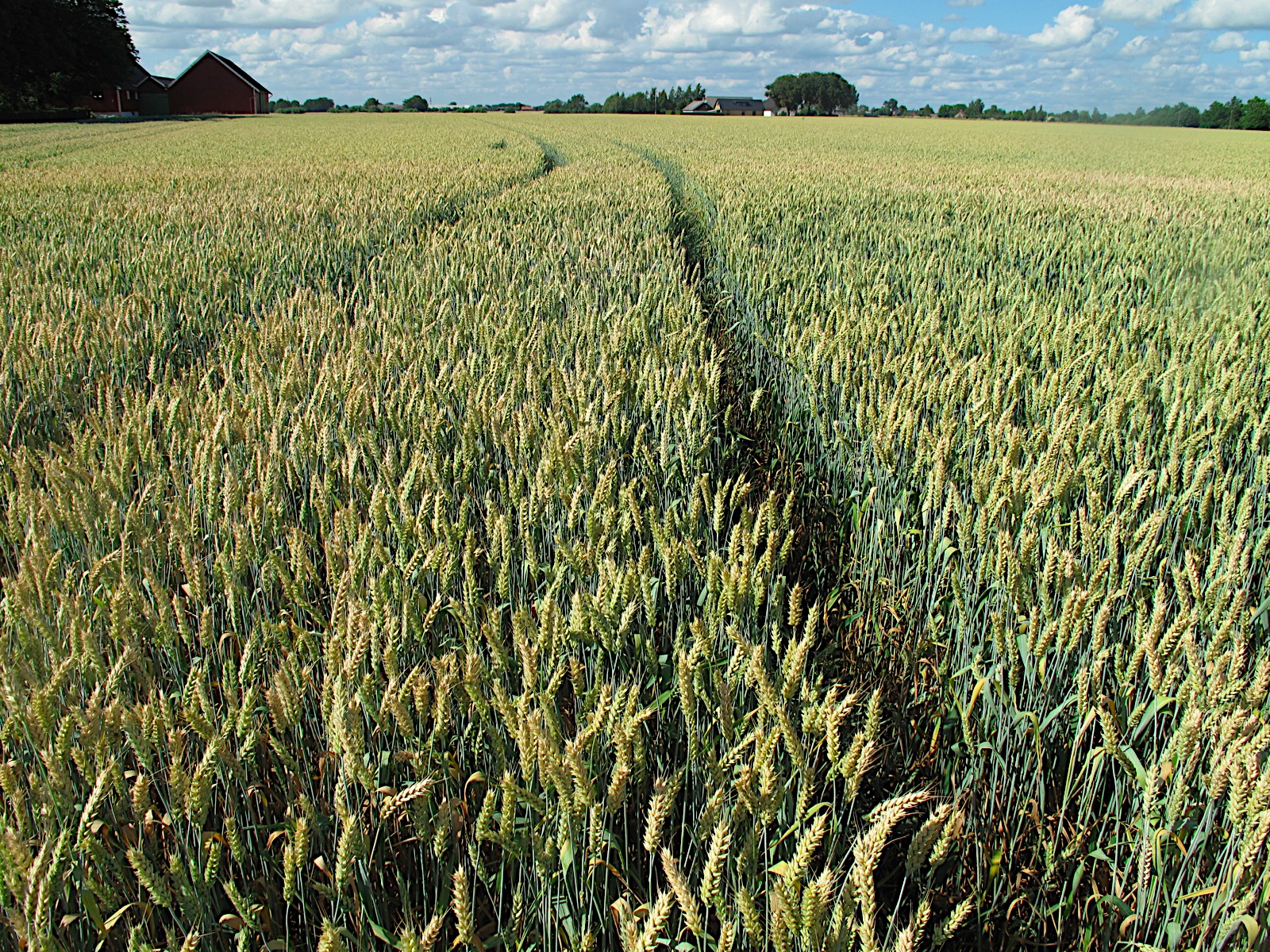
کشت متمرکز گندم در مزرعه‌ای در سوئد.

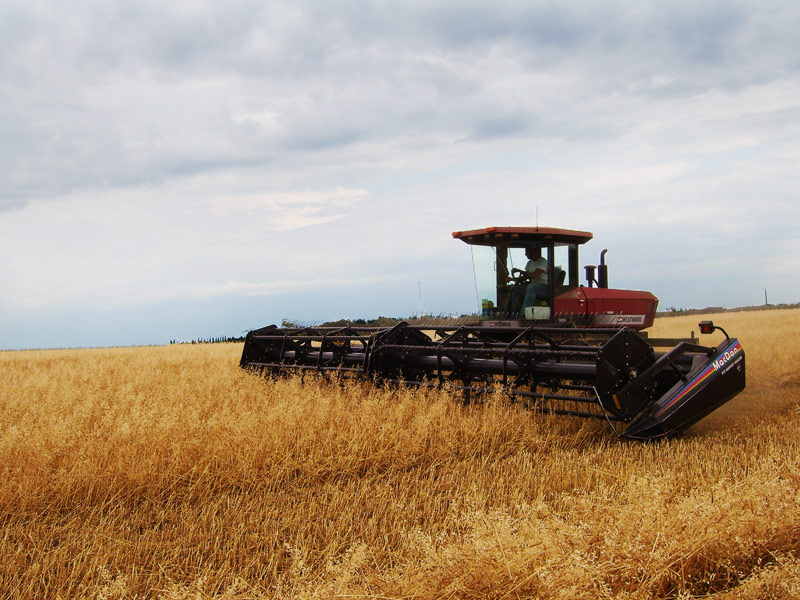
توسعه کشاورزی نوین مدیون ماشینی‌شدن و بهترشدن روش بهره‌گیری از نهاده‌ها، همچون بذر، کود و آفت‌کش‌ها است.

کشاورزی فشرده یا کشاورزی متمرکز (به انگلیسی: Intensive agriculture) یا کشاورزی صنعتی که در مقابل کشاورزی گسترده قرار دارد، گونه‌ای کشاورزی است که در آن ورودی و خروجی به ازای هر متر مکعب زمین بسیار بیشتر است. کشاورزی صنعتی با نسبت آیش کم (سال‌هایی که یک زمین شخم‌شده و چیزی در آن کاشته نشده‌است)، استفاده بیشتر از نهاده‌ها مانند سرمایه و نیروی کار، و باردهی بالاتر محصول در واحد سطح زمین مشخص می‌شود.
کشاورزی تجاری امروزی از یک یا چند جهت کشاورزی فشرده به شمار می‌رود. روش‌های کشاورزی که به روش‌های صنعتی تکیه زیادی دارند کشاورزی صنعتی نامیده شده و با نوآوری برای افزایش بهره‌وری شناخته می‌شوند. این روش‌ها شامل کاشت چندین محصول در یک سال، کاهش دفعات سال‌های آیش و اصلاح ارقام است. همچنین شامل افزایش استفاده از کودها، تنظیم‌کننده‌های رشد گیاهان، و سموم دفع آفات و کشاورزی مکانیزه می‌شود. در این گونه کشاورزی بر روی شرایط رشد، از جمله شرایط آب و هوا، خاک، آب، علف‌های هرز و آفات تجزیه و تحلیل و کنترل بیشتری انجام می‌شود. کشتزارهای متمرکز در کشورهای توسعه‌یافته گسترش فراوانی یافته‌اند و در حال گسترش روزافزون در سراسر جهان هستند. بیشتر محصولاتی مانند گوشت، فراورده لبنی، تخم‌مرغ، میوه‌ها و سبزیجات که در سوپرمارکت‌ها یافت می‌شوند در چنین مزارعی تولید شده‌اند.
برخی از زمین‌های کشت فشرده ممکن است از روش‌های پایدار استفاده کنند، اگرچه این امر نیازمند داشتن نیروی کار بیشتر یا بازده پایین‌تر است.

## چگونگی انجام
کشاورزی فشرده بر سه‌پایه اصلی به منظور بالا بردن بهره‌وری زمین و انرژی استوار است که به ترتیب زیر هستند:
- از میان بردن گیاهان خودرو و رقیب محصول در زمین کشاورزی
- جلوگیری از تغذیه جانوران از محصولات کشاورزی
- نگهداری جانوران دامی در مکان‌های سربسته و محافظت‌شده

این سیاست‌ها توسط به‌کارگیری مواد آفت‌کش یا هرزکش و نیز دامداری نوین اعمال می‌شوند. مواد آفت‌کش و هرزکش باعث می‌شوند که محصولات نه تنها انرژی بیشتری برای رشد به دست آورند، که از هدررفت انرژی ذخیره شده در آن‌ها توسط خورده شدنشان به دست جانورانی چون پرندگان و حشرات جلوگیری شود. دامداری نوین نیز در حفظ انرژی ذخیره شده در بدن دام‌ها مؤثر است چرا که مانع از راه رفتن زیاد آن‌ها و تخلیه این انرژی در محیط می‌شود.

## اثرات زیست‌محیطی
دیدگاه‌های گوناگون و متفاوتی در زمینه اثرات زیست‌محیطی این گونه کشاورزی بر سلامت محیط زیست وجود دارند.

## مخالفت
مخالفان کشاورزی و دامداری فشرده بر این باورند که سیاست‌های اعمالی برای پیشبرد این گونه کشاورزی اثرات مخرب و بدی بر محیط زیست و انسان می‌گذارند. برای نمونه بهره‌گیری بیش از اندازه از آفت‌کش‌ها باعث می‌شود که نه تنها حشرات مخرب نابود شوند، که حشرات مفید یا خنثی نسبت به حصول نیز تحت تأثیر قرار گیرند و کشته شوند. چنین چیزی باعث کاهش تنوع زیستی می‌شود. ورود مواد شیمیایی به بدن نیز اثرات بدی بر تندرستی انسان دارند. همچنین افزایش استفاده از کودهای شیمیایی، علاوه بر ایجاد بیماری و مسمومیت در انسان، باعث آلودگی های زیست محیطی نیز خواهد شد.